# Vojtěch Jirát
Vojtěch Jirát (22. května 1902 Praha – 7. května 1945 Praha) byl český literární historik a kritik, překladatel z němčiny a docent germanistiky na Univerzitě Karlově.

## Život
Během opakovaného působení na smíchovském gymnáziu (1930–1937 a 1940–1944) se habilitoval na Filosofické fakultě Univerzity Karlovy v Praze jako docent pro obor německá literatura. Od vysokoškolského působení byla odvozena i jeho široká publikační a vědecká činnost. Zaměřoval se hlavně na českou a německou literaturu 19. století a české překlady děl z němčiny.
Byl také redakčním tajemníkem časopisu Germanoslavica.
Zemřel roku 1945 a byl pohřben na Olšanských hřbitovech.

## Publikace
- Dva překlady Fausta – Rozbor slohu Jaroslava Vrchlického a Otakara Fischera, 1930
- Hudebnost Máchova rýmu, 1932
- Platens Stil – Ein Beitrag zum Stilproblem der nachromantischen Lyrik, 1933
- Německá maturitní čítanka pro střední školy, 1937
- Otokar Fischer, 1938
- „Seděly žáby v kaluži…“ – O komposici Nerudových „Písní kosmických“ a výklad jedné básně, 1939
- Jak se písemnictví stane světovým, 1940
- Koblihovy florální komposice, 1943
- Erben čili majestát zákona, 1944
- Květinové torso, 1945
- Benátský dialog – moralita, 1945
- O smyslu formy – Studie o otázkách formy v díle českých básníků, 1946
- Uprostřed století – Podobizny lidí devatenáctého věku, 1948
- Květiny a balady – Vydáno k pětasedmdesátým narozeninám Františka Koblihy 17. listopadu 1952, 1952
- Duch a tvar, 1967
- Portréty a studie, 1978